# Champ de bataille national

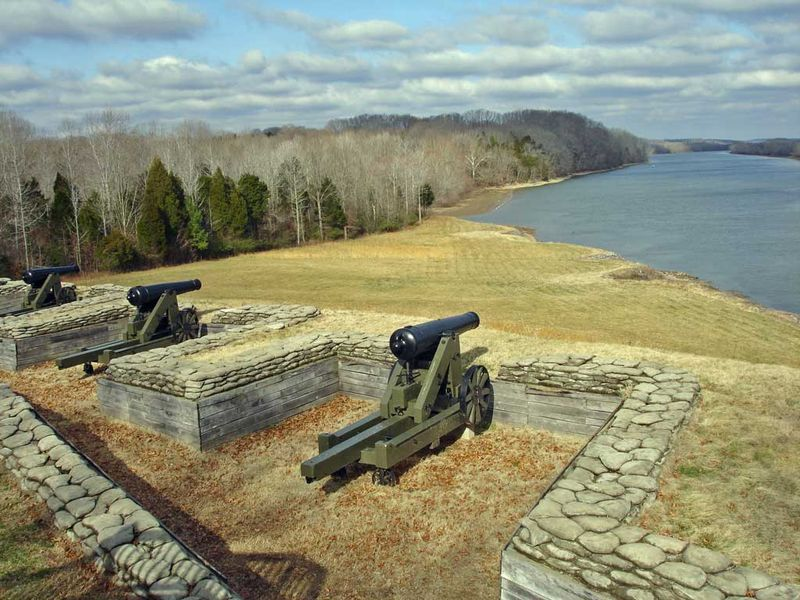

Un champ de bataille national (en anglais : National Battlefield) est un type d'aire protégée aux États-Unis. Opérés par le National Park Service, les champs de bataille nationaux couvrent d'anciens théâtre militaires ayant une valeur patrimoniale. Il existe onze sites ainsi désignés à travers le pays : un relatif à la guerre de Sept Ans, deux à la guerre d'indépendance des États-Unis, sept à la guerre de Sécession et un à la guerre des Nez-Percés. Seuls le Maryland et le Tennessee abritent deux de ces sites.
Quatre champs de bataille nationaux abritent en leur sein un cimetière national.

## Liste
| Name                                          | Localisation       | Conflit                              |
| --------------------------------------------- | ------------------ | ------------------------------------ |
| Champ de bataille national d'Antietam         | Maryland           | Guerre de Sécession                  |
| Champ de bataille national de Big Hole        | Montana            | Guerre des Nez-Percés                |
| Champ de bataille national de Cowpens         | Caroline du Sud    | Guerre d'indépendance des États-Unis |
| Champ de bataille national de Fort Donelson   | Kentucky Tennessee | Guerre de Sécession                  |
| Champ de bataille national de Fort Necessity  | Pennsylvanie       | Guerre de Sept Ans                   |
| Champ de bataille national de Monocacy        | Maryland           | Guerre de Sécession                  |
| Champ de bataille national de Moores Creek    | Caroline du Nord   | Guerre d'indépendance des États-Unis |
| Champ de bataille national de Petersburg      | Virginie           | Guerre de Sécession                  |
| Champ de bataille national de la Stones River | Tennessee          | Guerre de Sécession                  |
| Champ de bataille national de Tupelo          | Mississippi        | Guerre de Sécession                  |
| Champ de bataille national de Wilson's Creek  | Missouri           | Guerre de Sécession                  |